# Hans Gerhard Maier
Hans Gerhard Maier (* 27. März 1932 in Heilbronn; † 24. März 2023 in Hannover) war ein deutscher Lebensmittelchemiker und Hochschullehrer der Technischen Universität Braunschweig. Maier hat zahlreiche Publikationen über Inhaltsstoffe und Aromastoffe des Kaffees vorgelegt.

## Leben
Hans Gerhard Maier studierte zunächst Pharmazie in Freiburg im Breisgau und danach Chemie und Lebensmittelchemie an der Universität Frankfurt. 1961 promovierte er an der Universität Frankfurt mit der Arbeit „Die Löslichkeit des Weinsteins im Wein und die Behandlung der Weine mit Kationenaustauschern“. Zwischen 1961 und 1963 war er zunächst in der Industrie, bei der Firma „Unifranck“ in Ludwigsburg, tätig.
Er kehrte an die Universität Frankfurt zurück und habilitierte sich 1969 mit einer Arbeit „Zur Bindung flüchtiger Aromastoffe an Festkörper“. Maier war dann zwischen 1970 und 1971 Dozent und Professor an der Universität Frankfurt, dann von 1972 bis 1973 wissenschaftlicher Rat und Professor an der Universität Münster und ab 1974 bis zu seiner Emeritierung 1997 Geschäftsführender Leiter des Instituts für Lebensmittelchemie der TU Braunschweig.
Zwischen 1973 und 1980 lehnte er Rufe an die TH Wien und die Universitäten Frankfurt und Karlsruhe ab.

## Veröffentlichungen (Auswahl)
- Lebensmittelanalytik, Band 1, Optische Methoden, 2. Auflage, Darmstadt : Steinkopff 1974, ISBN 978-3-7985-0378-6, (Uni-Taschenbücher 342)
- Lebensmittelanalytik, Band 2, Chromatographische Methoden einschliesslich Ionenaustausch, Darmstadt : Steinkopff 1975 ISBN 978-3-7985-0396-0 (Uni-Taschenbücher; 405).
- Kaffee, Berlin; Hamburg : Parey 1981, ISBN 978-3-489-61414-2 (Grundlagen und Fortschritte der Lebensmitteluntersuchung und Lebensmitteltechnologie, Band 18)
- Lebensmittel- und Umweltanalytik: Methoden und Anwendungen , Darmstadt : Steinkopff 1990, ISBN 978-3-7985-0789-0.
- Chemische Aspekte des Kaffees, in: Chemie in unserer Zeit 18 (1984), Seite 17ff. (enthält einen stichwortartigen Lebenslauf).